# Холмистий (платформа)
Холми́стий — закрита пасажирська зупинна залізнична платформа Донецької дирекції Донецької залізниці.
Розташована на північній околиці с. Нікішине, Шахтарський район, Донецької області на відгалуженні від лінії Рідкодуб — Нікішине між станціями Рідкодуб (3 км) та Нікішине (6 км).
Через військову агресію Росії на сході України транспортне сполучення припинене.